# Wolmer Edqvist
Wolmer Edqvist, född 16 oktober 1969,  är en svensk ishockeydomare.

## Biografi
Wolmer Edqvist uppmärksammades säsongen 2009/2010, i samband med en match mellan Bofors IK och Örebro HK. Åtta minuter in i matchen så drabbades Örebrospelaren Niklas Lihagen av hjärtstillestånd. Wolmer Edqvist tillsammans med Bofors sjukvårdare Peter Carlsson, ryckte snabbt in och gjorde hjärt-lungräddning, vilket räddade livet på Niklas Lihagen.
Wolmer Edqvist fick för sin insats TV-sportens Sportspegelpris i samband med Svenska idrottsgalan 2010, samma år blev han även utnämnd av Jofa och Ishockeyjournalisternas Kamratförening till Rinkens riddare. Den 31 mars 2021 dömde Wolmer Edqvist sin sista match på elitnivå, då han beslutat sig för att sluta som domare i SHL. Den sista matchen han dömde var mellan Färjestad BK och Malmö Redhawks, vilken blev hans 600 match, som även var hans tröjnummer för kvällen. Wolmer inledde sin karriär 1992 i Karlstad som domare, vilka 450 matcher dömde han som huvuddomare i SHL och 150 matcher som linjedomare.